# Woodward-Reagenz K
Woodward-Reagenz K ist eine schwefelhaltige heterocyclische organische Verbindung, die als inneres Salz (Zwitterion) vorliegt. Sie wurde nach Robert B. Woodward benannt.

## Herstellung
Die Umsetzung von 5-Phenylisoxazol mit Chlorsulfonsäure, nachfolgende N-Alkylierung mit Triethyloxoniumtetrafluorborat und saure Hydrolyse liefert Woodward-Reagenz K.

## Verwendung
Carboxylate (RCOO−) reagieren mit dem Woodward-Reagenz K unter sehr milden Reaktionsbedingungen zu reaktiven Enolestern, die in der Peptidsynthese eingesetzt werden. Dabei wird die Carboxylat-Gruppe einer N-geschützten Aminosäure oder eines N-geschützten Peptides mit dem Woodward-Reagenz K in Gegenwart von Triethylamin aktiviert. Anschließend wird mit einem Aminosäureester-Hydrochlorid oder einem Peptidester-Hydrochlorid in Gegenwart eines Äquivalents Triethylamin umgesetzt, wobei eine neue Peptidbindung geknüpft wird. Somit entstehen N-geschützte Peptidester.